# Joachim Telle

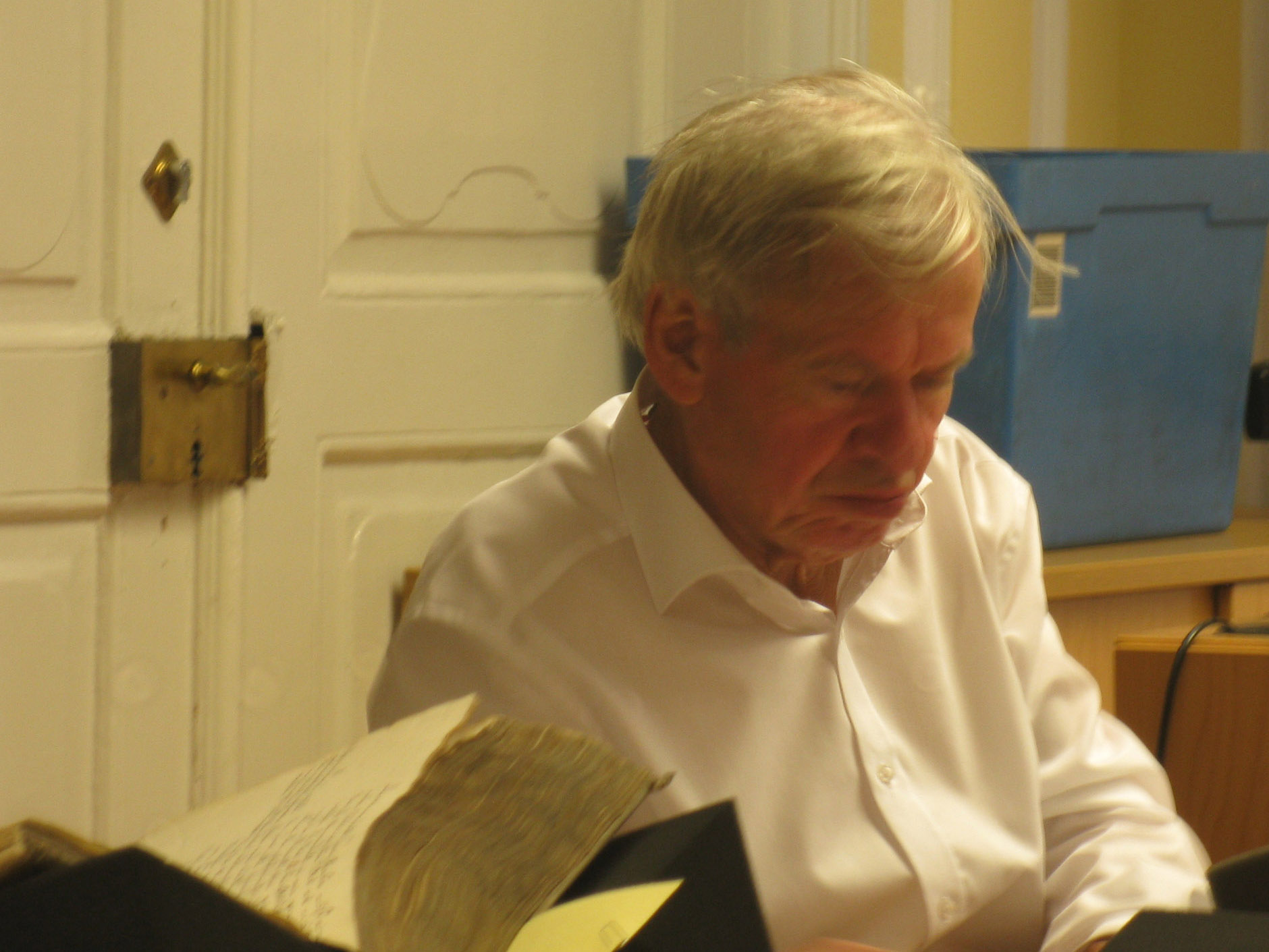
Joachim Telle, 2012 in Gotha

Joachim Telle (* 31. Juli 1939 in Aschersleben; † 12. Dezember 2013 in Heidelberg) war ein deutscher Altgermanist, Philologe und Wissenschaftshistoriker. Telle hat zahlreiche Schriften zur Geschichte der Alchemie und zu den Schriften des Paracelsus verfasst und herausgegeben. Er war zuletzt seit dem Jahr 2000 Honorarprofessor an der Albert-Ludwigs-Universität in Freiburg (Breisgau).
Nach seinem Abitur floh Telle aus der DDR über Berlin in die Bundesrepublik Deutschland. Er studierte anschließend Germanistik, Philosophie, Slawistik und Geschichte an der Universität Heidelberg, wo er bei Gerhard Eis 1972 mit einer Arbeit über Petrus Hispanus im Fach Altgermanistik promoviert wurde. Anschließend war er Mitarbeiter am Germanistischen Seminar der Universität Heidelberg.
Telle verfasste zahlreiche Aufsätze zur Alchemie-, Medizin-, Pharmazie-, Astrologie- und Astronomiegeschichte, insbesondere auch einschlägige Artikel über Alchemisten im Verfasserlexikon und Lexikon des Mittelalters. Gemeinsam mit dem Heidelberger Germanisten Wilhelm Kühlmann gab er das umfangreiche mehrbändige Corpus Paracelsisticum heraus.

## Veröffentlichungen (Auswahl)
- Funde zur empirisch-mantischen Prognostik in der medizinischen Fachprosa des späten Mittelalters. In: Sudhoffs Archiv. Band 52, Nr. 2, 1968, S. 130–141, JSTOR:20775660.
- Altdeutsche Eichentraktate aus medizinischen Handschriften. Beiträge zur pharmazeutischen Kleinliteratur im ausgehenden Mittelalter. In: Centaurus. Band 13, 1968, S. 37–61.
- Mitteilungen aus dem »Zwölfbändigen Buch der Medizin zu Heidelberg«. In: Sudhoffs Archiv. Band 52, 1968, S. 310–340.
- Erfabelte Rezeptautoren. In: Medizinische Monatsschrift. Band 23, 1969, S. 117–121.
- „Tristants Wasser“ und „Morolfs Wein“. Zur Verwendung von Personennamen in mittelalterlichen Fachtermini zusammengesetzter Arzneimittel. In: Beiträge zur Namenforschung. Neue Folge, Band 6, 1971, S. 69–78.
- Petrus Hispanus in der altdeutschen Medizinliteratur. Untersuchungen und Texte unter besonderer Berücksichtigung des „Thesaurus pauperum“. 2 Bände. Philosophische Dissertation Heidelberg 1972.
- Die „Magia naturalis“ Wolfgang Hildebrands. In: Sudhoffs Archiv. Band 60, 1976, S. 105–122.
- mit Dietlinde Goltz und Hans J. Vermeer: Der alchemistische Traktat „Von der Multiplikation“ von Pseudo-Thomas von Aquin. Untersuchungen und Texte (= Sudhoffs Archiv. Beiheft 19), Steiner, Stuttgart/Wiesbaden 1977, ISBN 3-515-02589-8.
- Der Alchemist im Rosengarten. Ein Gedicht von Christoph von Hirschenberg für Landgraf Wilhelm IV. von Hessen-Kassel und Graf Wilhelm von Zimmern. In: Euphorion. Band 71, 1977, S. 283–305.
- mit Guido Jüttner: Alchemie. In: Lexikon des Mittelalters. Band 1. München 1978, Sp. 329–342.
- Alchemie II (Historisch). In: Theologische Realenzyklopädie. Band 2, 1978, S. 199–227.
- Arznei-, Kunst- und Wunderbücher. In: Pharmazie und der gemeine Mann. Hausarznei und Apotheke in deutschen Schriften der frühen Neuzeit. [Katalog zur] Ausstellung der Herzog-August-Bibliothek Wolfenbüttel vom 23. August 1982 bis März 1983. Wolfenbüttel 1982, S. 73–75.
- Petrus Hispanus. In: Die deutsche Literatur des Mittelalters. Verfasserlexikon. Band 7: „Oberdeutscher Servatius“ – Reuchart von Salzburg. 2., völlig neu bearbeitete Auflage. Walter de Gruyter, Berlin u. a. 1989, ISBN 3-11-011582-4, Sp. 504–511.
- als Hrsg. mit Wolf-Dieter Müller-Jahncke: Heidelberger Studien zur Naturkunde der frühen Neuzeit. Franz Steiner Verlag Wiesbaden, Stuttgart 1989 ff.
- Sol und Luna. Literar- und alchemiegeschichtliche Studien zu einem altdeutschen Bildgedicht. Mit Text- und Bildanhang (= Schriften zur Wissenschaftsgeschichte. Band 2). Pressler, Hürtgenwald 1980, ISBN 3-87646-046-8.
- Zur altdeutschen Monographie über Salbeiaquavit. In: „gelêrter der arzeniê, ouch apotêker“. Beiträge zur Wissenschaftsgeschichte. Festschrift zum 70. Geburtstag von Willem Frans Daems. Hrsg. von Gundolf Keil, Horst Wellm Verlag, Pattensen/Hannover 1982 (= Würzburger medizinhistorische Forschungen. Band 24), ISBN 3-921456-35-5, S. 479–510.
- Zur spätmittelalterlichen und frühneuzeitlichen Alchemia medica unter besondere Berücksichtigung von Joachim Tanck. In: Rudolf Schmitz, Gundolf Keil (Hrsg.): Humanismus und Medizin. Acta humaniora, Weinheim 1984 (= Deutsche Forschungsgemeinschaft: Mitteilungen der Kommission für Humanismusforschung. Band 11), ISBN 3-527-17011-1, S. 139–157.
- als Hrsg. mit Gundolf Keil: Das „Darmstädter Arzneibuch“. Randnotizen zu einer oberrheinischen Sammelhandschrift der Zeitenwende. In: Bibliothek und Wissenschaft. Band 18, 1984, S. 85–234.
- (Pseudo-)Lull(us), Raimund(us). In: Kurt Ruh, Gundolf Keil, Werner Schröder, Burghart Wachinger, Franz Josef Worstbrock (Hrsg.): Die deutsche Literatur des Mittelalters. Verfasserlexikon. 2., völlig neu bearbeitete Auflage. Band 5, 1985, Sp. 1045–1049.
- als Hrsg.: Pharmazie und der gemeine Mann. Hausarznei und Apotheke in deutschen Schriften der frühen Neuzeit (Ausstellung der Herzog-August-Bibliothek Wolfenbüttel in der Halle des Zeughauses vom 23. August 1982 bis März 1983) (= Ausstellungskataloge der Herzog-August-Bibliothek. Band 36). Herzog August Bibliothek, Wolfenbüttel 1982, ISBN 3-88373-032-7 (2., verbesserte Auflage mit geändertem Untertitel: Hausarznei und Apotheke der frühen Neuzeit. Erläutert anhand deutscher Fachschriften der Herzog-August-Bibliothek Wolfenbüttel und pharmazeutischer Geräte des Deutschen Apotheken-Museums Heidelberg VCH – Acta Humaniora, Weinheim an der Bergstraße u. a. 1988, ISBN 3-527-17817-1).
- Beiträge zu Hieronymus Brunschwig und Walther Hermann Ryff in: Elmar Mittler, Walter Berschin, Jürgen Miethke, Gottfried Seebaß, Vera Trost, Wilfried Werner (Hrsg.): Bibliotheca Palatina. Katalog zur Ausstellung. Textband. Heidelberg 1986, S. 335–337.
- Aristoteles an Alexander über den philosophischen Stein. Die alchemischen Lehren des pseudo-aristotelischen ‚Secretum secretorum‘ in einer deutschen Versübersetzung des 15. Jahrhunderts. In: Josef Domes, Werner E. Gerabek, Bernhard Dietrich Haage, Christoph Weißer, Volker Zimmermann (Hrsg.): Licht der Natur. Medizin in Fachliteratur und Dichtung. Festschrift für Gundolf Keil zum 60. Geburtstag (= Göppinger Arbeiten zur Germanistik. Nr. 585). Kümmerle, Göppingen 1994, ISBN 3-87452-829-4, S. 455–483.
- als Hrsg. mit Wilhelm Kühlmann: Der Frühparacelsismus. 3 (in 4) Bände. De Gruyter, Berlin u. a. 2001–2013, (Teil 1, 2001; Teil 2, 2004; Teil 3, Bd. 1 und 2, 2013).
- Buchsignete und Alchemie im XVI. und XVII. Jahrhundert. Studien zur frühneuzeitlichen Sinnbildkunst. Pressler, Hürtgenwald 2004, ISBN 3-87646-102-2.
- als Hrsg.: Paracelsus im Gedicht. Theophrastus von Hohenheim in der Poesie des 16. bis 21. Jahrhunderts. Eine vielsprachige Anthologie. Pressler, Hürtgenwald 2008, ISBN 978-3-87646-108-3.